# Enrique Mazzola
Enrique Mazzola (geboren am 24. März 1968 in Barcelona) ist ein italienischer Dirigent. 

## Leben und Werk
Enrique Mazzola entstammt einer Musikerfamilie und bekam schon früh Geigen- und Klavierunterricht. Er wuchs in Mailand auf und studierte dort am Conservatorio Giuseppe Verdi.
Von 1999 bis 2003 leitete er das Cantiere Internazionale d’Arte in Montepulciano, eine Sommerakademie und zugleich Musikfestival. Er war von 2012 bis 2019 Künstlerischer Leiter und Chefdirigent des Orchestre national d'Île-de-France und ist Erster ständiger Gastdirigent der Deutschen Oper Berlin. Seit 2021 ist er Musikdirektor der Lyric Opera of Chicago, seit 2022 auch als Conductor in Residence Bregenzer Festspiele. Er gastiert weltweit sowohl in Opernhäusern als auch in Konzertsälen.
Zu den US-amerikanischen Bühnen, an welchen Mazzola bislang verpflichtet waren, zählen die Metropolitan Opera in New York (L’elisir d’amore  und La fille du régiment) und die Lyric Opera of Chicago (I puritani und Luisa Miller). Beim Glyndebourne Festival Opera leitete er unter anderem L’elisir d’amore und Il barbiere di Siviglia, beim Festival d’Aix-en-Provence Verdis Falstaff, an der Oper Oslo Mozarts Don Giovanni. Bei den Bregenzer Festspielen studierte er drei Produktionen ein, 2017 Rossinis Mosè in Egitto im Festspielhaus, 2019 und 2022 jeweils eine Neuinszenierung auf der Seebühne, Rigoletto (inszeniert von Philipp Stölzl) und Madama Butterfly (inszeniert von Andreas Homoki). In der Spielzeit 2018/19 debütierte er mit Don Pasquale an der Wiener Staatsoper, im Sommer 2019 mit Orphée aux enfers in einer Barrie-Kosky-Inszenierung bei den Salzburger Festspielen.
Der Schwerpunkt seiner Operndirigate in Europa liegt beim Opernhaus Zürich und an der Deutschen Oper Berlin. In Zürich leitete er Aufführungen von Il turco in Italia, Don Pasquale, Maria Stuarda, Il barbiere di Siviglia und I puritani, in Berlin Le prophète, konzertante Aufführungen von Dinorah und eine Neuproduktion von Les Contes d’Hoffmann . Er gilt als „einer der führenden Interpreten des Belcanto sowie des französischen Repertoires“, so die Salzburger Festspiele.
Als Konzertdirigent gastierte er unter anderem in Québec, Oregon, São Paulo, Japan und Taiwan, in Wrocław, Oslo, Stockholm und Brüssel sowie regelmäßig in Großbritannien und Frankreich. Er wurde vom Scottish Chamber Orchestra, von Royal Northern Sinfonia und vom Royal Scottish National Orchestra eingeladen, vom London Philharmonic Orchestra und vom Philharmonia Orchestra. Er leitete darüber hinaus Konzertprogramme des Orchestre National du Capitole de Toulouse, der Staatsphilharmonie Nürnberg und der Wiener Symphonikern.
Er lebt in Paris.

## Aufnahmen
Seine Zusammenarbeit mit dem Orchestre national d’Île de France ist in CD-Aufnahmen dokumentiert. Darüber hinaus liegen zwölf Gesamtaufnahmen von Opern vor, darunter die Donizetti-Opern Don Pasquale und Poliuto beim Glyndebourne Festival Opera.

## Ehrungen
- 2018: Chevalier de l’Ordre des Arts et des Lettres[5]
- 2020: Grifo Poliziano[6]